# Devil (Band)
Devil ist eine norwegische Doom-Metal- und Rock-Band aus Nes, die 2009 gegründet wurde. Aus rechtlichen Gründen ist der offizielle Name der Gruppe Devil Norway.

## Geschichte
Die Band wurde Ende 2009 von zwei Freunden und Promotern des norwegischen Metal Merchant Festivals gegründet. Haupteinfluss auf den Schlagzeuger Ronny Østli und den Gitarristen Stian Fossum für die Gründung war die Band Pentagram. Durch Østli kam der Bassist Thomas Ljosåk, mit dem er zusammen in der Band Vesen spielte, während Fossum Kai Wanderås als zweiten Gitarristen in die Besetzung brachte. Der gemeinsame Freund Joakim Trangsrud ergänzte die Besetzung als Sänger. Die Band wurde daraufhin 2010 aktiv und begann mit den ersten Proben und veröffentlichte die ersten Aufnahmen per Myspace, ehe im Jahr 2010 die EP Magister Mundi Xum erschien. Daraufhin wurden verschiedene Labels auf die Gruppe aufmerksam, woraufhin sie einen Plattenvertrag bei Soulseller Records unterzeichnete. Hierüber erschien im Spätsommer 2011 das Debütalbum Time to Repent. Danach trat Devil auf dem Londoner Old Blue Last Festival auf und spielte als Vorgruppe für Electric Wizard auf deren Europatournee. Im selben Jahr war die Band auch auf dem Hammer of Doom zu sehen. Mit Gather the Sinners und to the Gallows erschienen 2013 und 2017 zwei weitere Alben.

## Stil
laut.de fasste die Musik als „Doom-Rock“ im Stil der 1970er Jahre zusammen, sodass die Gruppe mit Witchfinder General, Black Sabbath und Pentagram verglichen werde. Boris Kaiser vom Rock Hard schrieb in seiner Rezension zu Time to Repent, dass die Gitarristen Wanderås und Fossum hierauf oft an das Gitarristen-Duo Wartell und Franklin auf dem selbstbetitelten 1990er Album von Trouble erinnern, jedoch sei Devil nicht so technisch anspruchsvoll. Insgesamt gebe es eine Mischung aus „Rumpel-Hardrock, okkultem NWOBHM-Radau, Italo-Rock-Flair à la Death SS/Black Hole und ein bisschen flotterem Doom“. In derselben Ausgabe wurde das Album von jemand weiteres rezensiert. Dabei wurde dem Vergleich zu Wartell und Franklin widersprochen. Den Songs fehle es an Groove und mit ihrem „antiquierten Rumpelsound“ konterkariere die Band „den Geist von Classic-Rock-Pionieren wie Led Zeppelin, den Stones, den Doors oder den Eagles“. Wolle man Rock, der sich an den 1970er Jahren orientiere, könne man besser zu Pressure & Time von Devils Son greifen. Ein Jahr später rezensierte Kaiser die Kompilation Magister Mundi Xum / The Noble Savage und stellte fest, dass sich die Band dem „mal doomigen, mal knarzenden Okkult-Rock der Siebziger und frühen Achtziger verschrieben“ hat. Laut Kaiser bewegt die Band sich auch mit Gather the Sinners mit ihrem „Rumpel-Rock an der Grenze zum Dilettantismus“ und verbinde dabei „Doom, Classic Rock, Proto-Metal und andere Geschmackssicherheiten“. Andreas Schiffmann, ebenfalls beim Rock Hard tätig, bemerkte, dass die Gruppe mit To the Gallows „von ihrer drögen Doom-Schiene abgekommen“ ist, wobei die Musik nun eher durch Pagan Altar, Angel Witch und Manilla Road als durch Black Sabbath beeinflusst klinge. Insgesamt umschrieb er die Musik als „Kauz-Metal mit allem Für und Wider, ein Wust aus Hauruck-Riffs, Schunkel-Rhythmen und nicht immer ganz sattelfesten Melodien, die in ihrer Naivität fast albern wirken“. Frank Thießies vom Metal Hammer rezensierte das Album ebenfalls, auf dem die Band wisse, aus ihrer selbstgewählten Doom-Rock-Definition auszubrechen. So orientiere sich das Titellied an der New Wave of British Heavy Metal und verarbeite Musik von Judas Priest der frühen 1980er Jahre und die „Rotzigkeit des Spätsiebziger-Punk“. Bei den weiteren Songs falle der Gegensatz zwar weniger deutlich aus, jedoch bleibe man im „Spannungsfeld zwischen klassisch metallischer Gitarrenschule und Schnoddergesang (sowie entsprechenden Gossen-Gang-Chören), welcher mehr mit Turbonegro als glockenklaren Glaszersingern in Nietenmontur gemein hat, das Devil zu ihrem Markenzeichen ausbauen“. Dadurch rücke die Band auch näher an Pentagram als an Black Sabbath. Insgesamt sei das Album für Fans von Kvelertak und Witchfinder General geeignet. Andreas Stapper vom Rock Hard fasste die Musik der Gruppe als „schwer Siebziger-lastigen Doomrock“ zusammen. Im Interview mit ihm gab Stian Fossum an, dass die Band natürlich durch Black Sabbath, vor allem durch die ersten sechs Alben, beeinflusst wurde. Er selbst möge jedoch auch Bands, die Black Sabbath selbst beeinflusst hätten, wie Cream, Creedence Clearwater Revival oder Mountain. Die Einflüsse von Devil seien vielfältig, würden sich auf mindestens 200 Bands belaufen und sich von Leadbelly über Rush bis zu Nifelheim erstrecken. In einem weiteren Interview mit Fossum verglich Andreas Schiffmann To the Gallows mit dem Material von Running Wild, dem Fossum zustimmen konnte, auch wenn nur er und Ronny Østli diese Band hören würden. Bei dem Album habe sich der Joakim Trangsrud verstärkt eingebracht, welcher weniger auf Musik der 1970er Jahre, sondern eher auf klassischen Metal stehe, wodurch der veränderte Stil zu erklären sei. Devil verstehe sich als eine Gruppe, die im Fahrwasser von Witchfinder General, Pentagram und Black Sabbath begonnen habe und sich nun weiterentwickle. Die Band sei auch stark auf Popkultur, vor allem Comics und Fernsehen, fixiert, was sich auch in den Songs widerspiegle.

## Diskografie
- 2010: Magister Mundi Xum (Demo, Unborn Productions)
- 2011: The Noble Savage / Blood Is Boiling (Single, Soulseller Records)
- 2011: Time to Repent (Album, Soulseller Records)
- 2012: Magister Mundi Xum / The Noble Savage (Kompilation, Soulseller Records)
- 2013: Gather the Sinners (Album, Soulseller Records)
- 2017: To the Gallows (Album, Soulseller Records)